# Riverdale (Utah)
Riverdale je město v okresu Weber County ve státě Utah. K roku 2010 zde žilo 7 656 obyvatel. S celkovou rozlohou 11,5 km² byla hustota zalidnění 666,4 obyvatel na km².